# 141128 Ghyoot
141128 Ghyoot è un asteroide della fascia principale. Scoperto nel 2001, presenta un'orbita caratterizzata da un semiasse maggiore pari a 3,1867500 au e da un'eccentricità di 0,1579306, inclinata di 4,07544° rispetto all'eclittica.